# William Warfield
William Caesar Warfield (22 de janeiro de 1920 - 25 de agosto de 2002), foi um cantor e ator baixo-barítono estadounidense. Um de seus primeiros compromissos profissionais foi na ópera da Broadway de Marc Blitzstein,  Regina. Sua descoberta veio quando ele fez sua estreia em recital na prefeitura de Nova Iorque em 1950. Ele passou a produzir um álbum altamente aclamado de seleções de Porgy and Bess com sua esposa, Leontyne Price em 1963.

## Biografia

### Juventude e carreira
Warfield nasceu em West Helena, Arkansas, o mais velho de cinco filhos de um ministro batista. Ele cresceu em Rochester, Nova Iorque, onde seu pai foi chamado para servir como pastor da Igreja Mt. Vernon. Em 1938, quando estava no último ano da Washington High School em Rochester, ele ganhou o Music Educators National Song Competition em St. Louis, e já expressou interesse em seguir carreira no palco de concertos. Alistado no Exército dos Estados Unidos em novembro de 1942, Warfield, um veterano da Escola de Música Eastman, apresentou seu recital de formatura diante de uma multidão lotada no Kilburn Hall, Eastman Theatre em 18 de novembro. Ele compareceu à cerimónia de formatura no mês de maio seguinte em uniforme militar, onde recebeu um certificado de intérprete.

De acordo com uma exposição recente sobre a Segunda Guerra Mundial, Warfield foi o único membro afro-americano dos "Ritchie Boys", milhares de soldados que foram treinados em Fort Ritchie, Maryland. Era um centro de inteligência onde centenas de recrutas judeus que fugiram da Alemanha Nazista para os Estados Unidos foram treinados para interrogar seus antigos compatriotas. De acordo com a exposição no Zekelman Holocaust Memorial Center em Farmington Hills, Michigan, Warfield foi trazido para o acampamento por causa de suas fortes habilidades de alemão, que ele aperfeiçoou enquanto estudava música. Por causa da segregação, suas habilidades nunca foram postas em prática.
De acordo com Warfield, após a indução ao Exército, ele foi inicialmente designado para o departamento de artilharia para ser um motorista de caminhão, mas depois que ele se opôs, citando suas habilidades linguísticas, ele foi designado para Ft. Ritchie, onde se encarregou de espetáculos de palco e falava fluentemente com soldados alemães, italianos e franceses em sua língua nativa.
Ele foi dispensado do Exército, onde serviu na inteligência militar, em 1946. Mais tarde naquele ano, ele foi escalado para a turnê road show de Call Me Mister. De acordo com Warfield, o elenco do road show incluía William Marshall, Carl Reiner, Buddy Hackett e Bob Fosse. Nos três anos seguintes, ele também apareceu em "Set My People Free" e na ópera Regina, enquanto estudava com Yves Tinayre e Otto Herz no programa de treinamento de veteranos do American Theatre Wing.
Ele fez a sua estreia em recital na prefeitura de Nova Iorque em 19 de março de 1950. Ele foi rapidamente convidado pela Australian Broadcasting Corporation para fazer uma turnê pela Austrália e dar 35 concertos. Em 1952, Warfield se apresentou em Porgy and Bess durante uma turnê pela Europa patrocinada pelo Departamento de Estado dos EUA (ele fez seis turnés separadas para o Departamento de Estado dos EUA, mais do que qualquer outro artista solo americano). Nessa produção, ele contracenou com a estrela da ópera Leontyne Price, com quem logo se casou, mas as demandas de duas carreiras distintas os deixaram pouco tempo juntos. Eles se divorciaram em 1972, mas foram apresentados juntos em uma gravação de estúdio de 1963 de trechos de Porgy e Bess.
Em 1975, ele aceitou uma nomeação como professor de música na Universidade de Illinois em Urbana-Champaign. Mais tarde, ele se tornou presidente do Departamento de Voz. Em 1994, mudou-se para a Escola de Música da Northwestern University, onde permaneceu até sua morte.
Ele cantou as apresentações de estreia da versão para solista e orquestra do Conjunto I de Old American Songs de Aaron Copland em 1955, e da versão para solista e piano do Conjunto II da coleção em 1958. (Ele também gravou os dois conjuntos das músicas.) Seus talentos vocais também foram destaque em duas gravações de Handel's ' Messias ' - um clássico, mas fortemente cortada, desempenho pela Orquestra de Filadélfia, sob a direção de Eugene Ormandy (lançado em 1959), e um menos conhecido, drasticamente reestruturada gravação feita em 1956, também fortemente editada, com Leonard Bernstein e a Orquestra Filarmônica de Nova Iorque. Bernstein combinou as seções de Natal e Ressurreição e terminou com árias e coros representando a morte de Cristo. A gravação de Ormandy apresentou o Coro do Tabernáculo Mórmon e o Coro de Westminster de Bernstein.
Warfield também era talentoso em representação e recitação de poesia. Ele interpretou o personagem O Senhor na célebre produção televisiva do Hallmark Hall of Fame de "The Green Pastures", um papel que desempenhou duas vezes ao vivo na TV (ambas as versões sobreviveram como cinescópios). Ele apareceu em dois filmes de Hollywood, incluindo uma atuação marcante como Joe no remake de Metro-Goldwyn-Mayer em Technicolor de 1951, Show Boat (filme de 1951). Seu outro filme foi um item esquecido chamado Old Explorers (1990), estrelado por James Whitmore e José Ferrer. Em um aceno para Show Boat, Warfield desempenhou um papel especial como capitão de um rebocador. As filmagens de Warfield em Show Boat foram incluídas em vários programas de TV e filmes, principalmente em That's Entertainment!. Warfield desempenhou seu papel de Show Boat em duas outras produções do musical - a produção do Lincoln Center de 1966 e uma produção de 1972 em Viena. Ele cantou " Ol' Man River " em três álbuns diferentes do show - o álbum da trilha sonora do filme de 1951 na MGM Records, um álbum de estúdio de 1962 com Barbara Cook e John Raitt no Columbia Masterworks e o álbum RCA Victor feito com Produção do Lincoln Center.
Ele fez uma aparição no The Colgate Comedy Hour e em um programa chamado TV Recital Hall em 1951, mesmo ano em que fez sua estreia no cinema em Show Boat. Mais tarde, ele apareceu no The Ed Sullivan Show em 1955. Em 1961, apareceu como solista de recital de um episódio dos Concertos para Jovens, dirigido por Leonard Bernstein. Em março de 1984 ele foi o vencedor de um Grammy na categoria "Spoken Word" por sua notável narração do Retrato de Lincoln de Aaron Copland acompanhado pela Eastman Philharmonia . E na década de 1990, narrou um arranjo especial de jazz da música Show Boat, do programa Riverwalk Jazz do PRI. Em 1999, Warfield se juntou aos barítonos Robert Sims e Benjamin Matthews em um trio chamado "Três Gerações". Gerenciado por Arthur White, este grupo viajou pelos Estados Unidos dando concertos completos de espiritualistas afro-americanos e canções folclóricas até a morte de Warfield em 2002.

### Declínio e morte
A partir de 1962, Warfield começou a ter alguns problemas com sua voz, como ele mesmo admitiu em sua autobiografia. Isso foi apenas ligeiramente perceptível na gravação de estúdio de 1962 de Show Boat. Quando ele fez a gravação de 1966 da produção do musical no Lincoln Center, sua voz tinha se aprofundado de meramente baixo-barítono para um baixo completo, e ele não conseguia cantar a nota alta climática em Ol 'Man River tão facilmente quanto ele tinha na versão cinematográfica de 1951, embora soasse bem nas notas mais graves. Por causa desse problema, no entanto, ele compensou aprendendo a cantar de forma ainda mais expressiva do que antes.
Em 1976, Warfield, embora ainda fazendo várias aparições no palco e na televisão, não estava cantando tanto quanto antes. Ele atuou como narrador em várias obras orquestrais, como o Retrato de Lincoln de Aaron Copland, e ocasionalmente desempenhou papéis de sprechstimme em obras de Arnold Schoenberg. No verão de 1976, ele representou seu papel como Porgy em uma produção do Festival de Ópera Lake George de Porgy and Bess. Apesar de seus problemas, ele cantou de vez em quando durante seus últimos anos, apesar do fato de que a essa altura sua voz para cantar estava praticamente desaparecida. Naqueles anos, quando cantava " Ol' Man River ", não a tocava com a letra original, mas com as alteradas que Paul Robeson usava em seus recitais a partir de 1938.
Ele morreu em Chicago em agosto de 2002, após tratamento no Hospital Northwestern Memorial, sucumbindo a ferimentos sofridos no pescoço em uma queda um mês antes.

## Filiação a organizações
Warfield foi ativo em muitas organizações, depois de aparecer como o artista destaque na convenção do 50º ano da National Association of Negro Musicians , ele se tornou ativo na organização, servindo como seu presidente por dois mandatos. Mais tarde, ele serviu nos conselhos do  NANM e do Instituto Schiller. Depois de ingressar no Instituto Schiller em 1996, ele começou a colaborar com a aclamada treinadora vocal Sylvia Olden Lee em um projeto para salvar a tradição de performance espiritual do Negro. Durante os últimos anos de sua vida, de 1999 a 2002, ele se apresentou regularmente nas conferências semestrais do Schiller Institute, muitas vezes com Olden Lee como seu acompanhante, e os dois viajaram pelo país conduzindo workshops de canto para membros do Movimento Juvenil LaRouche. Warfield foi nomeado membro honorário do capítulo Delta Lambda de Phi Mu Alpha Sinfonia na Ball State University em 1961, e recebeu o prémio Charles E. Lutton Man of Music da Fraternidade em 1976 em sua convenção nacional em Evansville, Indiana.

## Legado
O Fundo Escolástico William Warfield foi formado em 1977 com o objetivo de apoiar jovens cantores clássicos afro-americanos na Escola de Música Eastman. Os destinatários incluem Claron McFadden e Nicole Cabell. Forneceu ajuda financeira a mais de 35 alunos até o momento.